# Софьин, Авенир Петрович
Авени́р Петро́вич Со́фьин (11 октября Спасский уезд 1909 — 5 октября 1992 Волгоград) — советский и российский оператор-документалист, фронтовой кинооператор в годы Великой Отечественной войны. Заслуженный деятель искусств РСФСР (1969), лауреат Сталинской премии первой степени (1943).

## Биография
Родился в селе Лебяжье (ныне Спасский район, Татарстан) в русской семье.
Окончил курсы режиссёров в Саратове в 1926 году, с 1927 года начал работать помощником оператора на открывшемся Нижне-Волжском отделении «Совкино», был помощником оператора на картине «Смеётся жизнь» (1928). С 1928 года — оператор на Нижне-Волжском отделении «Совкино» (Саратовская студия «Союзкинохроники» — с 1931 года).
С начала Великой Отечественной войны призван в Красную армию. С января 1942 года в звании военного инженера 3-го ранга — фронтовой оператор, снимал в киногруппах Юго-Западного, Донского фронтов. С сентября 1942 года — в киногруппе Сталинградского фронта. Участвовал в сражениях 62-й и 65-й армий, получил лёгкое ранение.

Съёмки т. Софьина отличаются остротой в передаче колорита фронта и помимо своего значения для периодики представляют большой исторический интерес.
Лучшие сюжеты т. Софьина: «Сталинград — ворота к нефти» — СКЖ № 67; «Сталинград сегодня»; «Сталинград, разрушенный бомбёжкой» — СКЖ № 67; «Митинг танкистов» — СКЖ № 74; «На защиту Сталинграда» — СКЖ № 75.
— Директор Центральной студии кинохроники Головня.
Редактор Попов
С 1944 года в звании инженер-капитана работал в киногруппе 1-го Белорусского фронта, где «проявил себя как исключительно работоспособный, вдумчивый, культурный кинооператор, съёмки которого постоянно занимают видное место в фильмах и киножурналах».
Удивительно, но я ни разу не видел на его груди золотого знака лауреата. И боевых наград. Даже в Дни Победы, на Мамаевом кургане, когда всё вокруг сверкало и стоял сплошной звон от орденов и медалей ветеранов — Авенир Петрович был в обычном рабочем костюме. Понятно — почему. Все праздновали. Он — работал
По окончании войны вернулся в Саратов. С 1946 года — оператор на возобновившей работу Нижне-Волжской студии кинохроники. В 1953 году откомандирован в Сталинград (Волгоград — с 1961 года), где возглавил корреспондентский пункт и продолжал снимать до 1986 года.
Кроме фильмов является автором более двух тысяч сюжетов для кинопериодики: «Волжские огни», «Железнодорожник», «На Волге широкой», «Наш край», «Нижнее Поволжье», «Новости дня», «Пионерия», «Сибирь на экране», «Социалистическая деревня», «Союзкиножурнал», «Хроника наших дней», «Сталинский Урал».
Член Союза кинематографистов СССР (Поволжское отделение) с 1960 года.
Скончался 5 октября 1992 года, похоронен в Волгограде.

## Фильмография
Оператор
- 1936 — Седой Каспий
- 1937 — Новая Родина
- 1937 — Первая весна
- 1938 — Шестнадцатый
- 1939 — Музей обороны т. Сталина в Сталинграде
- 1939 — Республика немцев Поволжья
- 1940 — В Советской Калмыкии / В стране Бумбы / 500-летие Джангара (совместно с Д. Ибрагимовым)
- 1941 — Враг будет разбит
- 1942 — День войны (в соавторстве)
- 1943 — Битва за нашу Советскую Украину (в соавторстве)
- 1943 — Орловская битва (в соавторстве)
- 1943 — Сражение за Гомель (спецвыпуск «Союзкиножурнала» № 73—74) (в соавторстве)
- 1943 — Сталинград (в соавторстве)
- 1944 — Битва за Белоруссию (в соавторстве)
- 1944 — Бобруйский котёл (фронтовой спецвыпуск № 3) (совместно с В. Соловьёвым, В. Томбергом, М. Посельским)
- 1944 — Майданек (совместно с Р. Карменом, В. Штатландом)
- 1944 — На подступах к Варшаве (фронтовой выпуск № 7) (совместно с И. Аронсом, Р. Карменом, В. Томбергом, А. Фроловым, М. Шнейдеровым)
- 1944 — Фернихтунгс-лагерь Майданек — кладбище Европы / Кладбище Европы (СССР — Польша; совместно с С. Болем, А. Форбертом, В. Форбертом, О. Самуцевичем, Р. Карменом, В. Штатландом)
- 1944 — Освобождение Советской Белоруссии (в соавторстве)
- 1945 — Артиллеристы 1-го Белорусского фронта
- 1945 — Берлин (в соавторстве)
- 1945 — Битва за Гомель
- 1945 — Молодые сталинградцы
- 1945 — Освобождение Варшавы (фронтовой спецвыпуск № 8)(в соавторстве)
- 1945 — Освобождение советской Белоруссии (в соавторстве)
- 1945 — От Вислы до Одера (в соавторстве)
- 1945 — Победа на правобережной Украине (в соавторстве)
- 1945 — В Померании (в соавторстве)
- 1950 — Дети Сталинграда
- 1950 — Сталинград сегодня
- 1950 — Сталинградский тракторный
- 1953 — Великое прощание (не выпущен; в соавторстве)
- 1953 — Колхозные спортсмены (совместно с Д. Ибрагимовым, П. Тартаковым)
- 1955 — Гости из Мексики
- 1955 — Дар дружбы
- 1956 — Путь исканий
- 1957 — Новая Родина
- 1957 — Сталевар Серков
- 1957 — Сталинград сегодня
- 1957 — Сталинградский хлеб
- 1958 — Гости из Мексики в Советском Союзе (в соавторстве)
- 1958 — Здравствуй, Родина
- 1958 — Победа сталинградских хлеборобов
- 1958 — Праздник православия (совместно с А. Щекутьевым, А. Листвиным, В. Страдиным, В. Штатландом)
- 1958 — Сталинград сегодня
- 1959 — Битва на Волге
- 1959 — Молодость великой реки (совместно с А. Булдаковым, Д. Ибрагимовым)
- 1960 — Исповедь (совместно с А. Ткаченко, Ю. Тунтуевым, Э. Ивановым)
- 1960 — Колхоз «Деминский»
- 1962 — Великая битва на Волге (в соавторстве)
- 1962 — Великая энергия (совместно с Ю. Селивановым, Л. Желтухиным)[10]
- 1963 — Иночкин с тракторного[11]
- 1963 — След солёной волны[12]
- 1964 — Голубые города[13]
- 1964 — Город как город[14]
- 1964 — Побратимы (совместно с В. Софьиным, Г. Бойненковым)[15]
- 1965 — След солёной реки
- 1967 — На родине Мальвы[16]
- 1968 — Они были просто смертными (совместно с В. Софьиным)[17]
- 1969 — Мы — кинохроника
- 1969 — На аллее героев[18]
- 1969 — Непокорённый Сталинград
- 1969 — Это моя земля
- 1971 — Атом-химик
- 1971 — Горячий простой
- 1971 — Дружина (совместно с В. Софьиным)[19]
- 1976 — Александр Поздняков[20]
- 1976 — Просто гид[21]
- 1978 — Оставить добрый след[22]
- 1979 — По восходящей[23]
- 1981 — Рассказ от первого лица[24]
- 1981 — Шельф 1, Шельф 2[25]
- 1982 — Город на Волге[26]

Режиссёр
- 1960 — Колхоз «Деминский»
- 1972 — Мелиорация солонцов при орошении

## Награды и премии
- орден Красной Звезды (1 марта 1943)[27];
- медаль «За оборону Сталинграда» (1943)[2];
- Сталинская премия первой степени (1943) — за фильм «Сталинград» (1943)[4][28];
- орден Отечественной войны I степени (18 июня 1945)[29];
- медаль «За победу над Германией в Великой Отечественной войне 1941—1945 гг.» (1945)[2];
- заслуженный деятель искусств РСФСР (1969)[30];
- медаль «В ознаменование 100-летия со дня рождения Владимира Ильича Ленина» (1970)[2];
- орден Отечественной войны II степени (21 февраля 1987)[31];
- медаль «За взятие Берлина»[4];
- медаль «За освобождение Варшавы»[4];
- медаль СССР[4].

## Память
На доме № 22 по улице Советской в Волгограде, где с 1953-го по 1992 год жил А. Софьин, в феврале 2014 года была установлена мемориальная доска.
Кадры военной кинохроники, запечатлевшие А. Софьина в работе, вошли в документальный фильм «Рядом с солдатом» (1975; реж. И. Гелейн (младший), ЦСДФ).
Ряд фотоматериалов А. Софьина, сделанных в период обороны Сталинграда, хранится в Музее-заповеднике «Сталинградская битва».